# Saltsjö-Duvnäs (musikalbum)
Saltsjö-Duvnäs är Little Big Adventures debut-EP, utgiven 2008 på skivbolaget Cosy Recordings. Skivan utgavs endast i 100 numrerade exemplar.

## Låtlista
1. "Saltsjö-Duvnäs" - 2:31
2. "Son of S:t Jacobs" - 3:02
3. "Saltsjö-Duvnäs" (framförd av Erik Halldén) - 3:33
4. "Saltsjö-Duvnäs '08" (framförd av Erik Halldén och Little Big Adventure) - 3:02

### Fotnoter
1. ↑  ”Saltsjö-Duvnäs”. Discogs.com. http://www.discogs.com/Little-Big-Adventure-Saltsj%C3%B6-Duvn%C3%A4s/release/2871822. Läst 19 december 2011.